# 티그리냐어 위키백과

티그리냐어 위키백과는 티그리냐어로 운영되는 위키백과 언어판이다. 2004년에 시작되었다. 기호는 ti이다.